# Puliciphora modesta
Puliciphora modesta är en tvåvingeart som först beskrevs av Borgmeier 1960.  Puliciphora modesta ingår i släktet Puliciphora och familjen puckelflugor. Inga underarter finns listade i Catalogue of Life.